# Ernst-August Köstring
Ernst-August Köstring, nemški general, * 20. junij 1876, † 20. november 1953.